# Maria Kannegaard
Maria Kannegaard (Kopenhagen, 6 oktober 1970) is een in Denemarken geboren Noorse jazzpianiste. Ze woont sinds haar tiende in Noorwegen. Ze is bekend door haar Maria Kannegaard trio en haar samenwerking met onder meer Live Maria Roggen's LiveBand, Eldbjørg Raknes' trio en TingeLing en talrijke optredens op Noorse jazzfestivals.
Kannegaard studeerde jazz aan het Trondheim Musikkonsevatorium (1992–1996). Met Ole Morten Vågan (bas) and Thomas Strønen (drums) speelt ze in haar Maria Kannegaard Trio. Ze heeft gecomponeerd voor het Trondheim Jazz Orchestra, speelde in Alibi met Tine Asmundsen (bas) en in Eldbjørg Raknes' TingeLing, Live Maria Roggen's LiveBand en de groep van Siri Gjære.

## Prijzen en onderscheidingen
- 2010: Kongsberg Jazz Award[3]
- 2012: NTNU-ambassadeur[4]

## Discografie

### Solo-projecten
Maryland
- 2008: Maryland (Moserobie Music Production)
- 2008: Maryland Live! (Moserobie Music Production), liveopnames Vossajazz

Maria Kannegaard Trio
- 2000: Breaking The Surface (ACT Music), met Mats Eilertsen (contrabas) and Thomas Strønen (drums)
- 2005: Quiet Joy (Jazzland Records/Universal Music), met Ole Morten Vågan (contrabas) en Thomas Strønen (drums)[5]
- 2007: Live In Oslo (MNJ Records), met Trondheim Jazz Orchestra
- 2008: Camel Walk (Jazzland Recordings), met Ole Morten Vågan (contrabas) en Thomas Strønen (drums)[6]

### Samenwerkingen
- 1997: TingeLing (NorCD), met Eldbjørg Raknes’ TINGeLING
- 2005: Månge Röstar Talar (Bergland Productions), met Eldbjørg Raknes Trio (teksten van Karin Boye)
- 2006: Survival Kit (Bergland Productions), met Siri Gjære
- 2007: I Live Suddenly (MYrecordings), met Eldbjørg Raknes’ 'TingeLing'
- 2007: Circuit Songs (Jazzland Recordings), metLive Maria Roggen
- 2007: Molecular Gastronomy (Rune Grammofon), met het duo Iain Ballamy/Thomas Strønen, featuring Maria Kannegaard en Ashley Slater
- 2011: Monsters And Puppets (Gigafon), duo met Thomas Strønen (drums, electronica)[7]
- 2011: Song (Øra Fonogram), met Billy Fy
- 2013: Sidewalk Comedy (MNJ Records), met Trondheim Jazz Orchestra en Eirik Hegdal